# Церква Святої Параскеви П'ятниці (Львів)

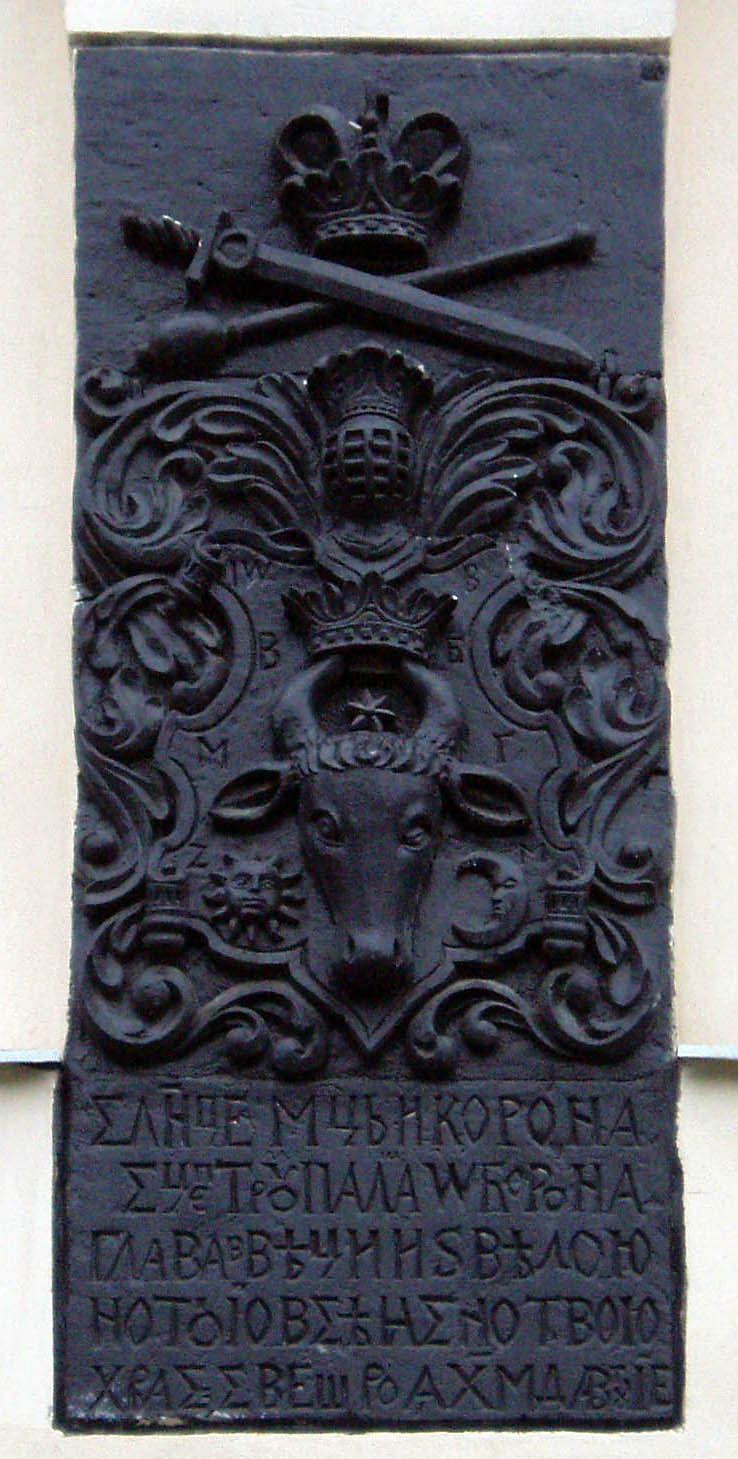
Пам'ятна таблиця (1644)

Це́рква Свято́ї Параске́ви П'я́тниці — чинна православна церква оборонного типу у Львові, біля підніжжя Замкової гори, за адресою вул. Богдана Хмельницького, 77.

## Назва
Грецькою мовою ім'я Параскева означає назву дня тижня — «п'ятниця», на честь якого і була названа свята великомучениця Параскева. Тому у назвах церков присутні слова «Параскева» та «П'ятниця», які є тотожними між собою. Для цієї церква характерне вживання різних назв: П'ятницька церква, П'ятницький храм на Підзамче, Свято-П'ятницька церква, Церква Святих П'ятниць. Використання у назві імен святих у множині (Церква Святих П'ятниць) виникло через присутність у церкві трьох давніх шанованих великих ікон святих з ім'ям Параскева.[джерело?] Дві з них знаходяться у намісному ряді іконостасу — великомучениці Параскеви Іконійської (ліворуч) та преподобної Параскеви Сербської (праворуч). Третя — колишня запрестольна ікона преподобномучениці Параскеви — розташована на північній стіні церкви.

## Опис
Церква розміщена у Шевченківському районі Львова на нинішній вулиці Хмельницького. Головний фасад і вхід влаштовані з півдня. Бічний фасад зорієнтований паралельно до вулиці. Церква розміщена у старому районі Підзамче (колишньому передмісті), неподалік від першої львівської торгової площі (нині площа Старий Ринок) і водночас на так званому «Волинському шляху» — середньовічній дорозі, що збереглась донині у вигляді вулиці Хмельницького. Ці фактори вказують на появу церкви ще у княжий період, до формування нового центру міста довкола сучасної площі Ринок (тобто до здобуття містом нового локаційного привілею — магдебурзького права).
Початково збудована з ламаного каменю, однонавова. На мурах церкви залишки бійниць. Склепіння цегляні, ймовірно з часів пізніших перебудов. Закінчена гранчастою апсидою, вдвічі нижчою за наву. Є дві бічні прибудови пізнішого походження. Середню частину церкви покриває стрімкий двоспадовий дах із заднім фронтоном, над притвором чотирибічна висока вежа, колись розмальована назовні, з аттиком зі сліпою аркадою.
В інтер'єрі склепіння і стіни презбітерія прикрашені фресками з кінця 18 ст. роботи Луки Долинського. Ще одна пам'ятна таблиця із молдавським гербом та ініціалами Василя Лупула розміщена на парапеті хорів.

## Історія

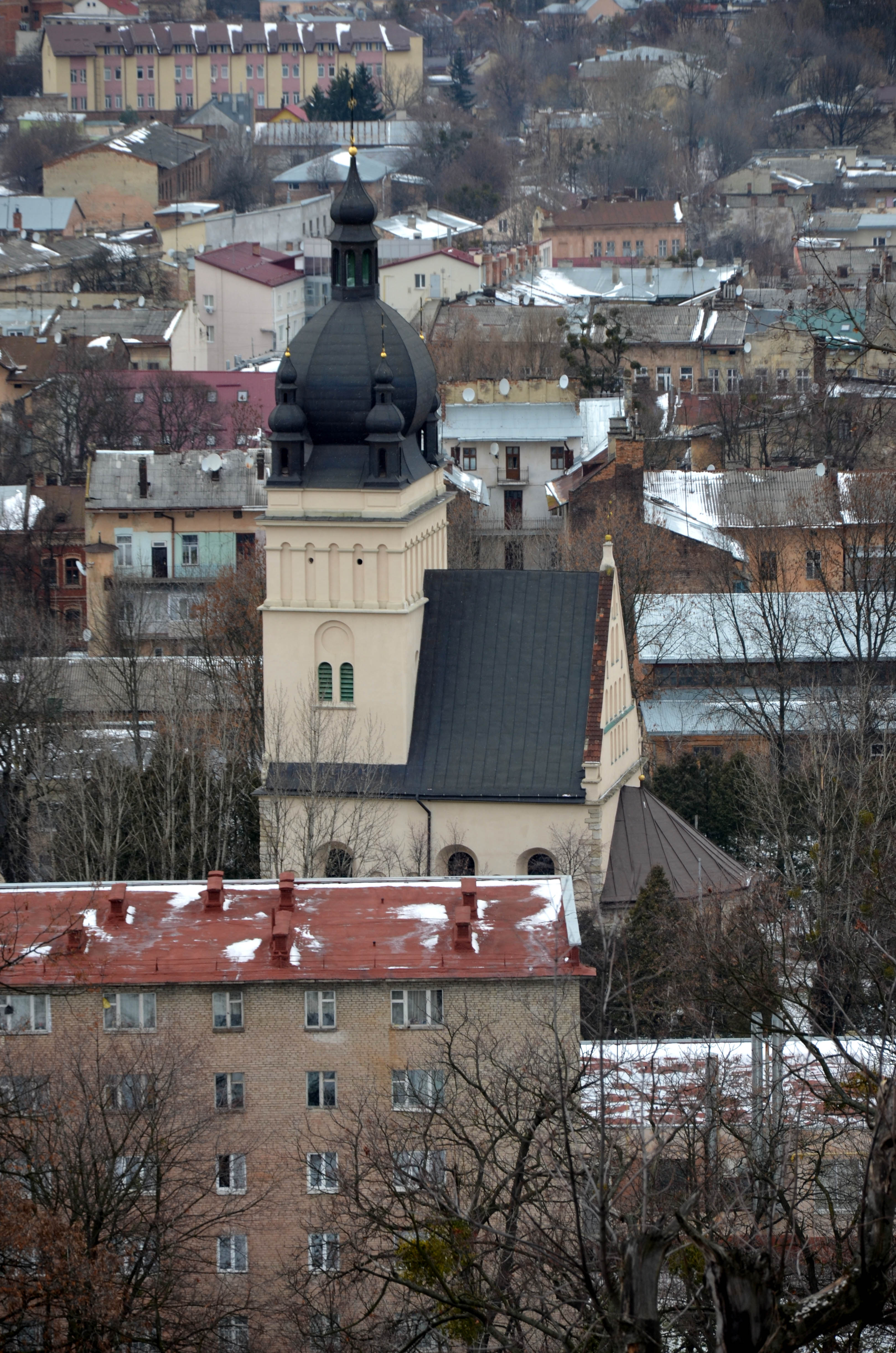
Вигляд з висоти пташиного польоту

За даними археологічних обстежень 1978 року, первинна споруда була зведена в період від кінця XIII до першої половини XIV століття. Просторова структура характерна для будівель романського стилю. Суттєво перебудована після пожежі 1623 року. Тоді ж була збудована і вежа над притвором, що початково мала оборонне призначення. На стіні поміщена пам'ятна таблиця, що сповіщає про завершення відбудови 15 серпня 1644 року. Молдавський герб на таблиці може свідчити про надання коштів на відбудову молдовським господарем Василем Лупулом.
Микола Устиянович водночас з проповіддю Маркіяна Шашкевича на свято Покрови 14 жовтня 1836 в соборі Св. Юра також виголосив українською мовою свою — в церкві св. Параскеви. Через те, що ректор Телеховський не дозволив би цього, текст подав йому, укладений польською мовою.
Кілька разів пошкоджена, церква була реставрована у 1870, 1886 і 1908 роках, поєднує в собі елементи готики і пізнього ренесансу. У 1908 році під час перебудови за проєктом Міхала Лужецького, замість шатрового завершення церква отримала струнку баню із ліхтарем і наріжними вежечками. Під час цієї перебудови на вежі планувалось встановлення годинника. Цей задум однак не реалізовано.
Близько 1873–1876 років біля церкви була збудована нова плебанія у «аркадовому стилі» за проєктом Юліуша Гохберґера. Нині це будинок № 2 по вулиці Гайдамацькій. У 1996–1999 роках поруч збудована дзвіниця за проєктом Володимира Швеця.
До Національного музею та Галереї мистецтв у Львові передано ряд пам'яток, що зберігались у церкві. Серед них рукописне Євангеліє XVI ст., срібна кадильниця XVII ст. із неіснуючої нині львівської церкви Різдва Богородиці на Тарнавці, образ із цієї церкви (усе нині в Національному музеї). У церкві зберігались три рідкісних пам'ятки львівського вірменського малярства із неіснуючих нині вірменських церков Святої Анни та Святого Якова: «Апостол Марко», «Апостол Матвій» (Національний музей), «Вознесіння Богородиці» (Галерея мистецтв).
У церкві до Першої світової війни було 7 дзвонів. Найстарший походив ймовірно з 1663 року. Усі вони реквізовані австрійською владою для військових потреб. Нині у церкві лише два дзвони, один з яких відлитий 1947 року.

## Іконостас

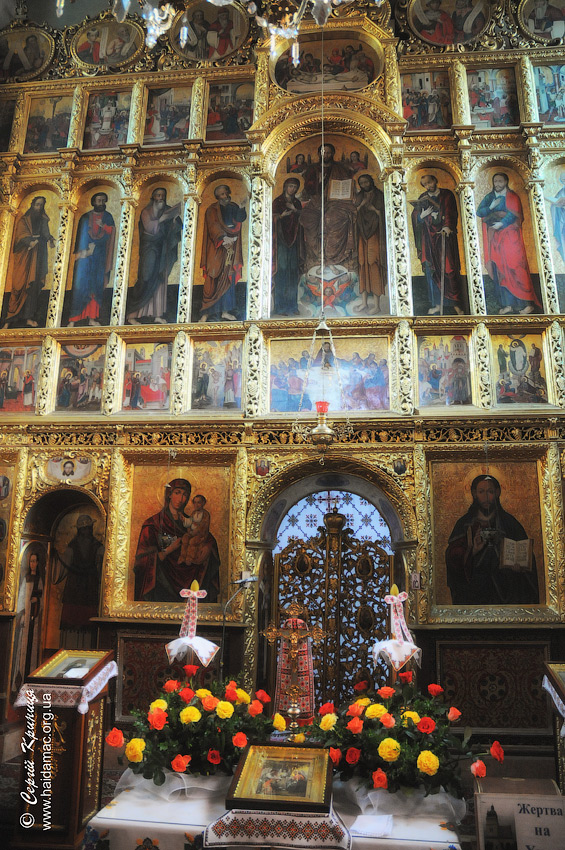
Іконостас

Найбільша цінність церкви — шедевр львівських малярів і різьбарів середини XVI або першої половини XVII століття — п'ятирядний ренесансний іконостас із доданим 1870 року шостим рядом (усього 70 ікон) та бароковими царськими вратами, завершеними Розп'яттям із фігурами по боках. Найпишніша частина іконостасу — портал із гарним архівольтом — іконою Христа-архієрея, по обох боках ряд апостолів на позолочених із витисненим орнаментом дошках. На найвищому ряді фігури святих православної церкви у прозорорізьблених медальйонових рамах. Найнижчий (доданий) ряд пензля Антонія Качмарського — фігури святих Кирила і Мефодія, Ольги і Володимира, Івана Золотоустого і Миколая Чудотворця. Цінні також ікони на вівтарях і завівтарні.
Загалом, не рахуючи доданих у 1870 році ікон, питання авторства іконостасу залишається відкритим. Невідомий також автор різьблення. Датування пам'ятки також приблизне. Від середини 1850-х років в урядових консерваторів Австро-Угорщини виникло перше наукове зацікавлення іконостасом. Пізніше його вивчали або згадували у своїх роботах цілий ряд мистецтвознавців. Це зокрема Микола Голубець, Михайло Драган, Володимир Ярема, Павло Жолтовський, Віра Свєнціцька, Володимир Овсійчук, Наталія Шамардіна, Володимир Александрович.
Львівський живописний осередок кінця XVI — початку XVII був дуже численним і відзначався швидким розвитком малярських традицій, різносторонніми мистецькими пошуками. Поза тим, відомості про митців цього періоду дуже фрагментарні. Зазвичай відомі лише окремі імена, згадані побіжно у документах, часто без жодних конкретних біографічних даних. У кращому випадку вдається зіставити кілька живописних творів з конкретними митцями. Ускладнює завдання і той факт, що переважна більшість їхніх робіт не збережена. Дослідники іконостасу П'ятницької церкви висловили низку припущень щодо авторства. Володимир Ярема приписував іконопис Федорові Сеньковичу і його учневі Морохновському, різьблення — Станіславові Дріару (1970). Володимир Овсійчук висунув гіпотезу про Лаврентія Пухалу і Федора Сеньковича, як можливих авторів (1985). Поступове відкриття нових фактів біографій митців, а також дослідження реставраторів фактично спростовують усі досі висловлені припущення. Дослідник Володимир Александрович у своїй статті від 1996 року розмежовує принаймні чотири окремі живописні манери, що можуть свідчити про участь чотирьох майстрів. Ймовірним часом створення називає середину — кінець 1610-х років. Александрович припускає, що окремі автори могли надалі працювати над іконостасом, що від середини XVIII ст. знаходиться в церкві села Голоско (початкове його місцезнаходження не з'ясоване).

## Настоятелі
- о. Михаїл Савчак (1989-2013)
- о. Ігор Малетич (з 2013)

## Світлини

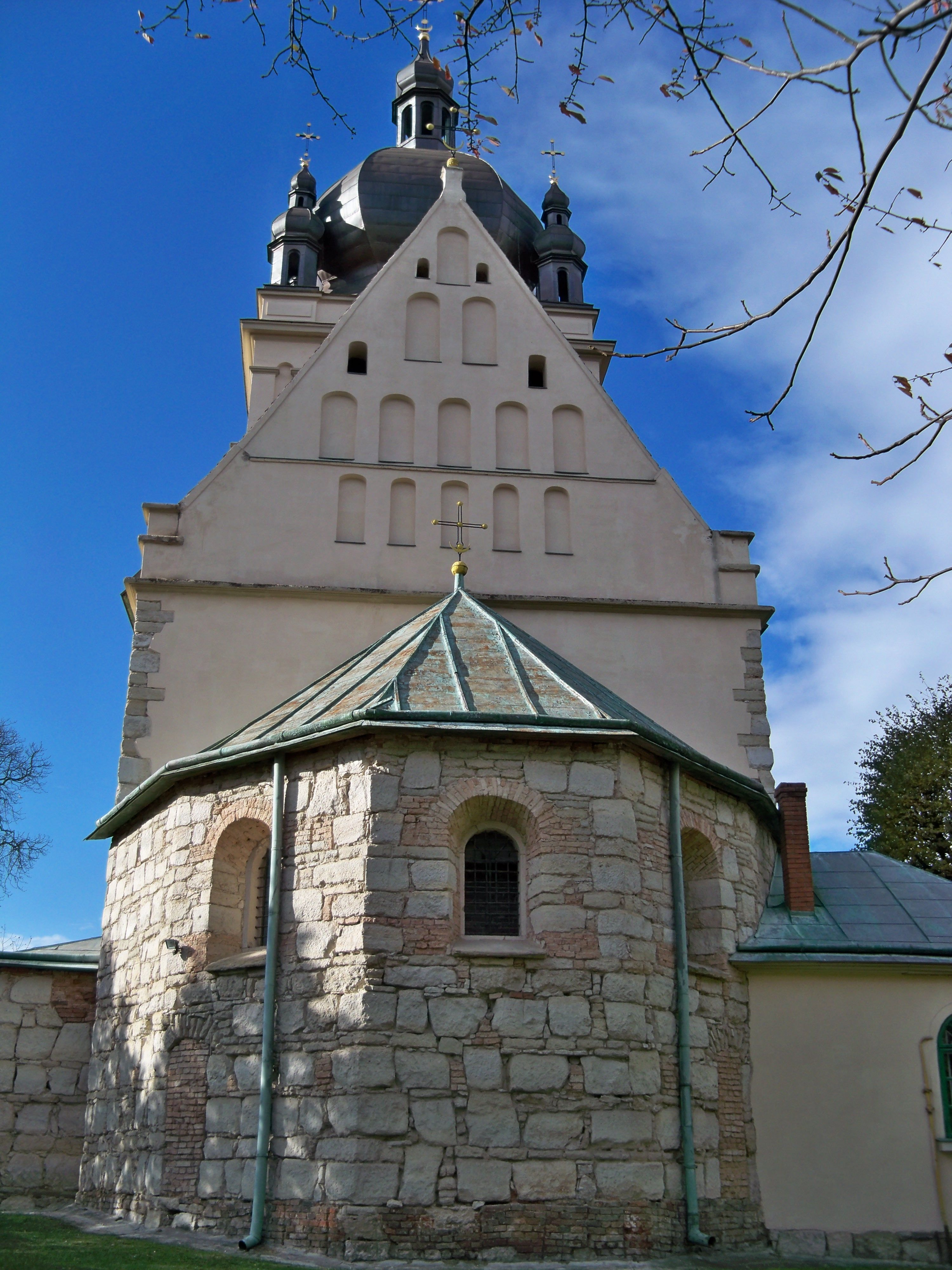
Зворотня сторона
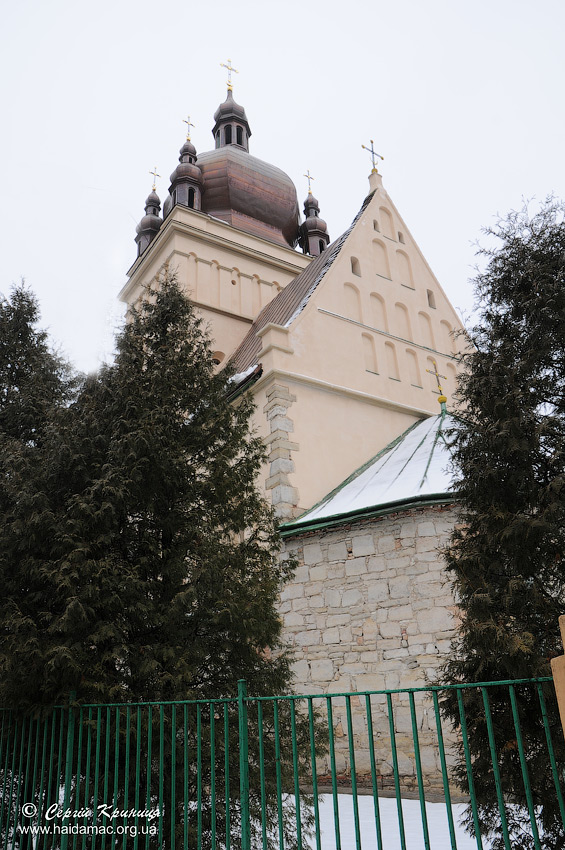
Куполи за деревами
Портал
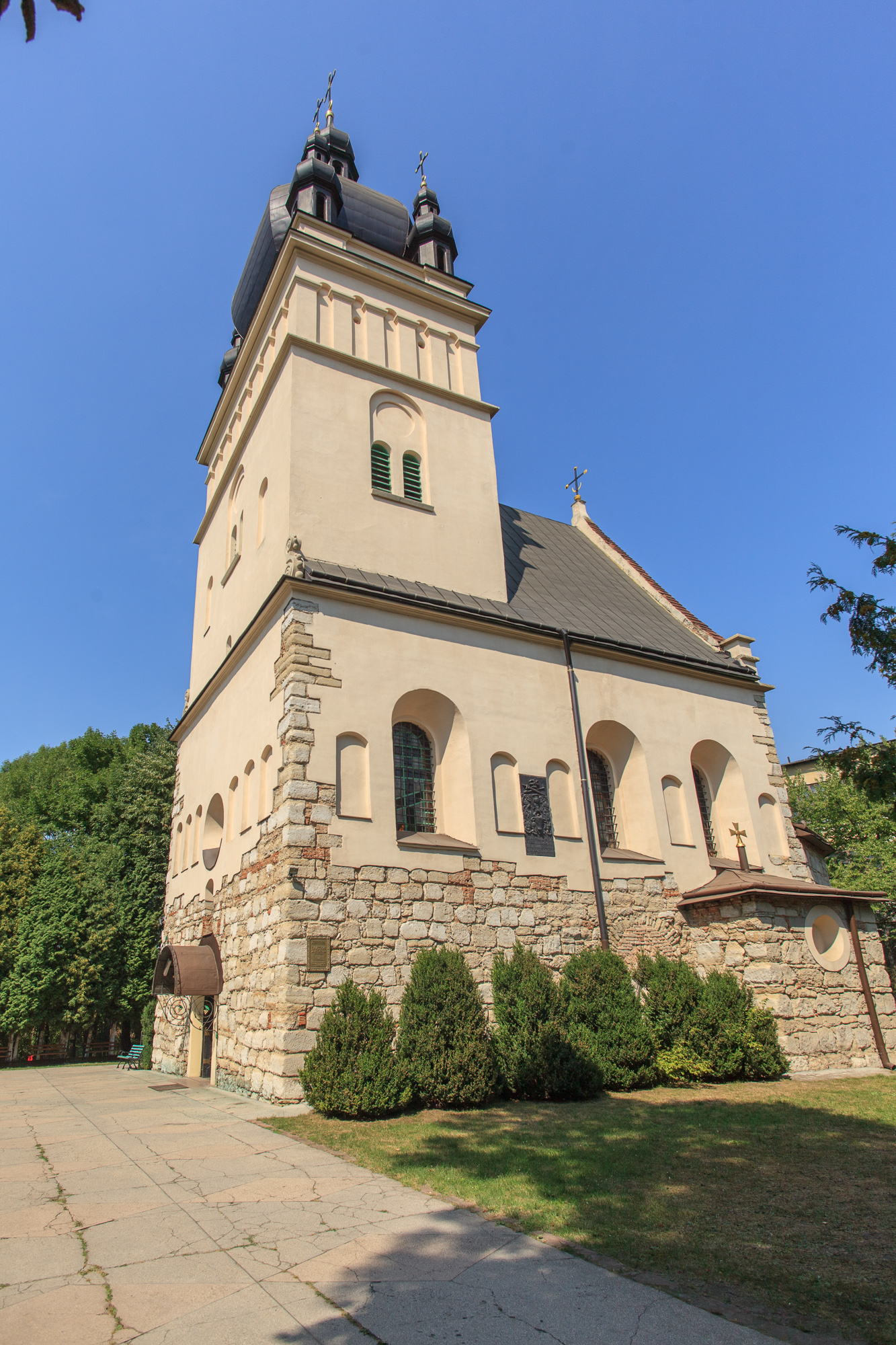
Вигляд з боку вулиці Богдана Хмельницького
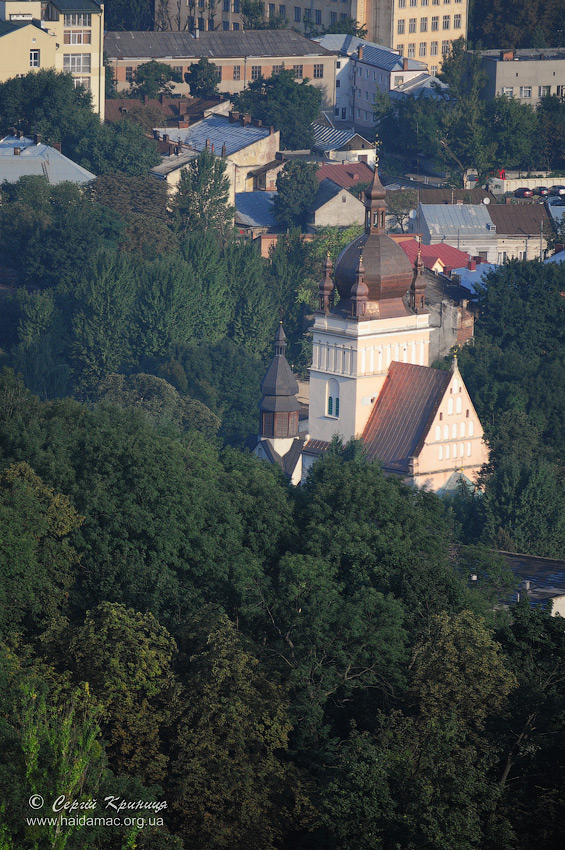
Панорама